# Ломан, Валерий Григорьевич
Валерий Григорьевич Ломан (род. 20 марта 1959, п. Чекуновский, Свердловская область, РСФСР, СССР) — археолог, единственный в Казахстане специалист в области древней гончарной технологии, работающий по методике А. А. Бобринского. Кандидат исторических наук (1993). Директор Сарыаркинского археологического института при Карагандинском государственном университете им. академика Е. А. Букетова (2005).

## Биография
Родился 20 марта 1959 г. в п. Чекуновский Свердловской области.
В 1981 г. с отличием окончил исторический факультет Карагандинского государственного университета.
С 1981 года — преподаватель в КарГУ. В лаборатории археологических исследований КарГУ занимал должности старшего лаборанта (1981—1984 гг.), младшего научного сотрудника (1985 г.).
В 1986—1988 гг. был прикомандирован в качестве стажера-исследователя (руководитель д.и.н. А. А. Бобринский) к Лаборатории истории керамики Института археологии АН СССР (Москва).
В 1989 г. — старший научный сотрудник лаборатории археологических исследований КарГУ, в 1989—1993 гг. — обучался в целевой аспирантуре Института археологии АН СССР-РАН (Москва), после окончания которой защитил диссертацию на соискание ученой степени кандидата исторических наук по теме «Гончарная технология населения Центрального Казахстана второй половины II-го тысячелетия до н. э.». (научный руководитель — д.и.н. А. А. Бобринский).
В 1994 г. — инженер 1 категории Центрально-Казахстанского отдела Института археологии им. А. Х. Маргулана и КарГУ (с 2000 г. — совместный Отдел археологии Центрального Казахстана КарГУ им. Е. А. Букетова и Института археологии им. А. Х. Маргулана МОН РК — ОАЦК).
В 1995—2003 гг. — заведующий ОАЦК, в 2003 г. — заместитель директора Сарыаркинского археологического института при КарГУ им. Е. А. Букетова. С 2005 г. и по настоящее время — директор САИ.
Ломан В. Г. является автором и соавтором более 100 научных работ, в том числе 4-х монографий, является ответственным редактором ряда сборников научных статей и монографий. Результаты его научной деятельности получили широкое признание коллег как внутри Республики Казахстан, так и за её пределами. В частности, выделение им так называемого донгальского типа керамики заполнило существовавшую до этого лакуну между эпохой бронзы и эпохой раннего железа. Помимо этого, Ломан В. Г. остается единственным в Казахстане специалистом по древней гончарной технологии. Им, в частности, разработана неразрушающая методика применения компьютерной томографии к анализу конструирования керамических сосудов.

## Работы
- Донгальский тип керамики // Вопросы периодизации археологических памятников Центрального и Северного Казахстана. — Караганда, 1987. — С. 115—129.
- Раскопки ямного кургана в Карагандинской области // Вопросы археологии Центрального и Северного Казахстана. — Караганда: Кар. ГУ, 1989. — С. 34-46 (в соавторстве с Евдокимовым В. В.).
- Особенности гончарной технологии эпохи поздней бронзы Центрального Казахстана // Краткие сообщения Института археологии. Вып. 203. — М., 1991. — С. 47-53.
- Андроновское гончарство: общие приемы изготовления сосудов // Культуры древних народов степной Евразии и феномен протогородской цивилизации Южного Урала. Кн.1. — Челябинск, 1995.
- Исследование древней керамики с помощью компьютерного томографа // Сохранение и изучение культурного наследия Алтайского края. — Барнаул: Алт. ГУ, 1998. — С. 206—207.
- Dongal: Eine Siedlung der spaten Bronze — und fruhen Eisenzeit in OstKazakchstan // Eurasia Antiqua. IV. 2001 (в соавторстве с Евдокимовым В. В.). — 95-103 ss.
- Общность культур переходного времени от эпохи поздней бронзы к раннему железному веку // Международное (XVI Уральское) археологическое совещание: материалы международной науч. конф. 6-10 октября 2003 г. — Пермь: ПермГУ, ИА РАН, ИАА УрО РАН, ПермГПУ, ПОКМ, администрация Пермской обл. 2003. — С. 82-84.
- Неразрушающий метод изучения технологии древнего гончарства // Украïнський керамологічний журнал. — 2004. — № 1. — С. 81-83.
- Бейсенов А.З., Ломан В.Г. Древние поселения Центрального Казахстана. — Алматы: «Iнжу-Маржан» полиграфия, 2009. — 264 с. — ISBN 978-601-7126-19-3.
- Компьютерная программа для аналитического изучения форм керамических сосудов // Современные проблемы археологии России. Материалы Всероссийского археологического съезда (23-28 октября 2006 г., Новосибирск). — Новосибирск, 2006. — С. 476—477.
- Вопросы гончарной технологии населения андроновской культурно-исторической общности в археологической литературе // Древнее гончарство: итоги и перспективы изучения. — М.: ИА РАН, 2010. — С. 214—224.
- О культурных типах памятников финала эпохи бронзы Казахстана // Бегазы-дандыбаевская культура степной Евразии. — Алматы: ТОО НИЦИА «Бегазы-Тасмола», 2013. — С. 247—259.
- Привозная керамика на поселении Кент // Самарский научный вестник. — 2015. — № 4 (13). — С. 71-79.
- Связи населения юга Западной Сибири и Средней Азии в эпоху поздней бронзы (по материалам керамических комплексов) // Вестник Томского государственного университета. История. — 2017. — № 49. — С. 32-36 (в соавторстве с Папиным Д. В., Федоруком А. С.)
- Варфоломеев В.В., Ломан В.Г, Евдокимов В.В. Кент - город бронзового века казахских степей / под ред. З. Самашева. — Материалы и исследования по культурному наследию. — Астана: КазНИИ культуры, 2017. — Т. XI. — 338 с. — ISBN 978-601-7908-35-5.
- Бейсенов А.З., Шульга П.И., Ломан В.Г. Поселения сакской эпохи. — Алматы: ТОО НИЦИА "Бегазы-Тасмола", 2017. — 208 с. — ISBN 978-601-7312-67-1.